# Roberto Accornero
Roberto Accornero   (Ivrea, 9 de març de 1957) és un actor italià de cinema i televisió. També treballa com a actor de veu. Comença a fer teatre molt d'hora. No acaba els seus estudis i accepta una feina del seu professor, Gian Renzo Morteo. Entre els papers que ha interpretat hi ha el de monsenyor Angelo Dell'Acqua a la minisèrie Papa Giovanni - Ioannes XXIII i el del capità Aloisi a la sèrie Il maresciallo Rocca.;

## Teatre
- 1985 La gavina, Anton Txékhov, director Mario Maranzana
- 1986 El misantrop, Molière, director Carlo Cecchi
- 1987 La cenere di Vienna, Jean-Paul Sartre, director Paola D'Ambrosio
- 1988 L'uomo, la bestia e la virtù, Luigi Pirandello, director Carlo Cecchi
- 1991 Gli ultimi giorni dell'umanità, Karl Kraus, director Luca Ronconi
- 1995  La dama de la mar, Henrik Ibsen, director Beppe Navello
- 1995 Occupandosi di Tom, Lucy Gannon, director Massimiliano Troiani
- 2004 La República, Plató, director Italo Spinelli

## Ràdio
- 2001 Sam Torpedo - radioteatre - Rai Radio 3
- 2008 La fabbrica di polli - radioteatre - Rai Radio 3

## Filmografia
- Il diavolo sulle colline, director Vittorio Cottafavi (1985)
- The Two Lives of Mattia Pascal, director Mario Monicelli (1985)
- Remake, director Ansano Giannarelli (1987)
- The Peaceful Air of the West, director Silvio Soldini (1990)
- Who Killed Pasolini?, director Marco Tullio Giordana (1995)
- We All Fall Down, director Davide Ferrario (1997)
- L'educazione di Giulio, director Claudio Bondi (2000)
- Sleepless, director Dario Argento (2001)
- Ma che colpa abbiamo noi, director Carlo Verdone (2003)
- La mejor juventud, director Marco Tullio Giordana (2003)
- De reditu - Il ritorno, director Claudio Bondi (2004)
- I giorni dell'abbandono, director Roberto Faenza (2005)
- The Double Hour, director Giuseppe Capotondi (2009)
- I, Don Giovanni, director Carlos Saura (2009)
- Noi credevamo, director Mario Martone (2010)
- The Dinner, director Ivano De Matteo (2014)